# Alfred Hettner
Alfred Hettner (født 6. august 1859 i Dresden, død 31. august 1941 i Heidelberg) var en tysk geograf. Han var søn af Hermann Theodor Hettner.
Hettner studerede geografi, foretog 1882—1884 og 1888—1890 forskningsrejser i Sydamerika og blev 1894 ekstraordinær professor i geografi i Leipzig, hvorfra han 1897 kom til Tübingen og 1899 til Heidelberg. Han blev emeritus 1928. Hettner har skrevet en lang række geografiske arbejder, blandt hvilke hans håndbog Evropa (1907) vel er mest kendt. Siden 1895 udgav han Geographische Zeitschrift.